# Ludvig Rinman (uppfinnare)
Erik Ludvig Rinman, född 4 juni 1874 i Nedre Ulleruds socken, död 7 september 1937 i Passau, var en svensk kemist och uppfinnare.
Ludvig Rinman var son till bruksförvaltaren Frans Carl Rinman. Han avlade mogenhetsexamen i Karlstad 1892 och blev vid Uppsala universitet filosofie licentiat 1899 och filosofie doktor 1902. Rinman var amanuens vid kemiska institutionen 1901–1906 och docent i kemi vid Uppsala universitet 1904–1908. Därefter övergick han till industrin och var anställd vid Skutskärs cellulosafabrik 1908–1912, under vilken tid ha företog undersökningar av avfallslutarna vid cellulosatillverkningen. Rinman grundade 1911 AB Cellulosa i Stockholm, och var dess VD till 1932. Firman exploaterade hans uppfinningar på cellulosaindustrins område, bland vilka märks en ny metod för framställning av sulfatcellulosa. Av ekonomisk betydelse var även hans metoder för utvinning av kemiska produkter ur avfallslutar. Rinmans skrifter behandlade ämnen inom den organiska kemin. Han utnämndes till hedersdoktoringenjör vid Tekniska högskolan i Berlin 1924.